# Kernavė
Kernavė è un villaggio di circa 200 abitanti situato nel comune distrettuale di Širvintos nella Lituania sudorientale. 
Antica capitale del Granducato di Lituania, è oggi un sito archeologico facente parte dei patrimoni UNESCO dal 2004. Vi è stata istituita una riserva culturale nel 1989.

## Geografia

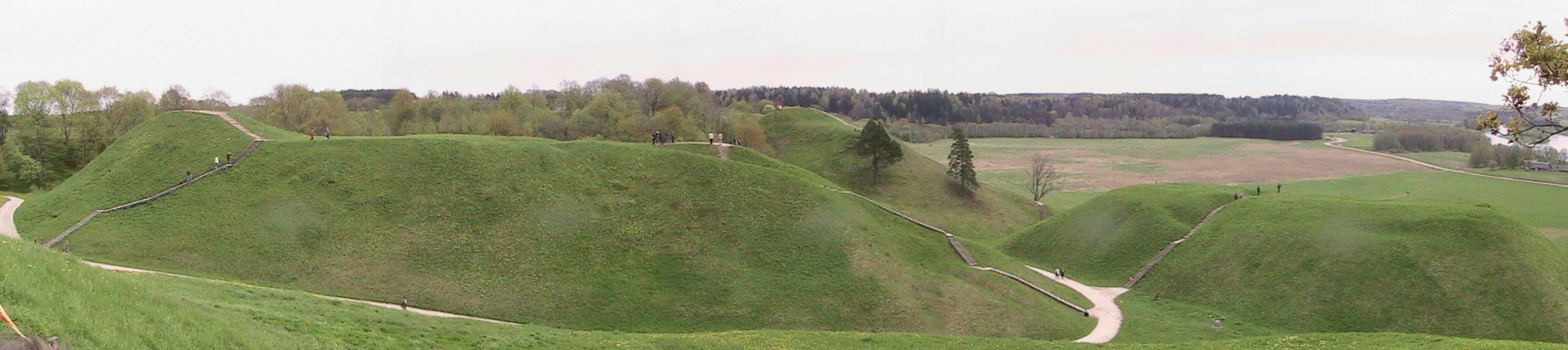
Panorama della valle Pajauta, le colline ed il Neris nei pressi di Kernavė

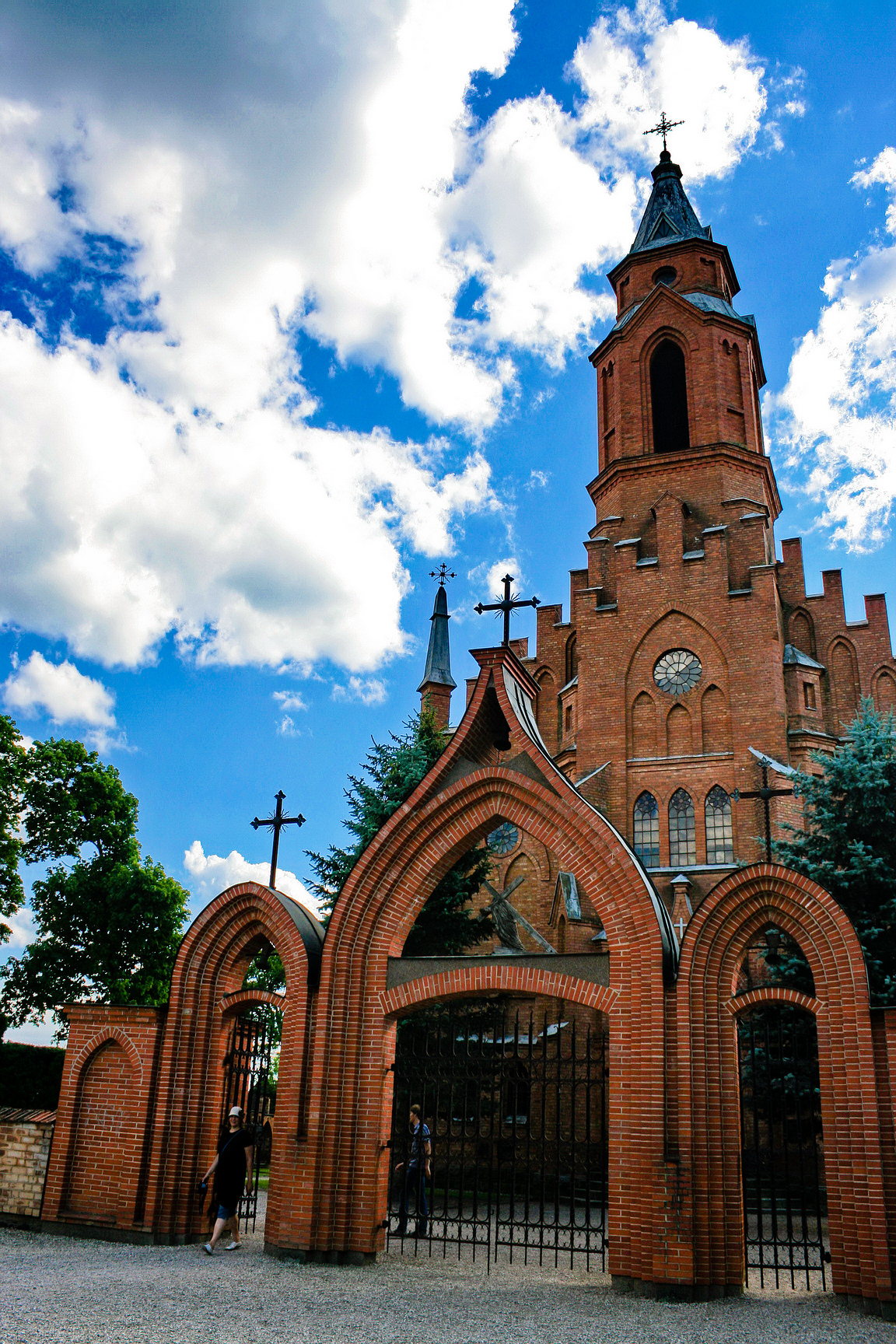
La chiesa di Kernavė, costruita nel 1920

Kernavė si trova vicino ad un'ansa del Neris nella valle Pajauta, vicino all'area storica delle fortificazioni, i piliakalnis. Situata per la precisione su di un piano rialzato sulla riva destra del Neris, la distanza da Širvintos è di 21 chilometri e quella da Vilnius di 37. La sua posizione è nei pressi delle autostrade che collegano Vilnius a Kaunas (18 km) e Vilnius a Panevėžys (17 km). Si può raggiungere Kernavė partendo da Vilnius e costeggiando il fiume Neris. Il lato meridionale della città confina con una riserva naturale.

## Storia
L'area di Kernavė fu scarsamente abitata alla fine del paleolitico, ma il numero di insediamenti aumentò durante il mesolitico ed il neolitico.
La città è citata per la prima volta nel 1279, quando, capitale di Traidenis, fu scelta come sede dell'Ordine Teutonico. Nel 1390 i cavalieri bruciarono la città e gli altri edifici della valle Pajauta, incluso il castello. In seguito la città fu ricostruita, e il resto degli abitanti si spostò sulla cima della collina.
Negli anni successivi i resti della città furono coperti da uno strato di sedimenti alluvionali. Questo strato ha conservato buona parte dei reperti, che costituiscono un tesoro per gli archeologi. Alcuni di essi arrivarono a chiamare Kernavė la "Troia della Lituania".
Il sito fu soggetto di grande interesse alla metà del XIX secolo, quando uno scrittore romantico, Feliks Bernatowicz, descrisse la città nel suo romanzo "Pojata, córka Lizdejki" ("Pajauta, la figlia di Lizdeika", Varsavia, 1826). Le roccaforti situate sulle colline furono oggetto di scavo dai fratelli Tyszkiewicz e, in seguito, da Władysław Syrokomla (1859). Dopo la seconda guerra mondiale gli scavi ripresero grazie all'Università di Vilnius nel 1979, ed ancora dall'Istituto di Storia Lituana negli anni 1980-1983. La Riserva Culturale dello Stato di Kernavė è stata creata nel 2003.

## Architettura

### La chiesa

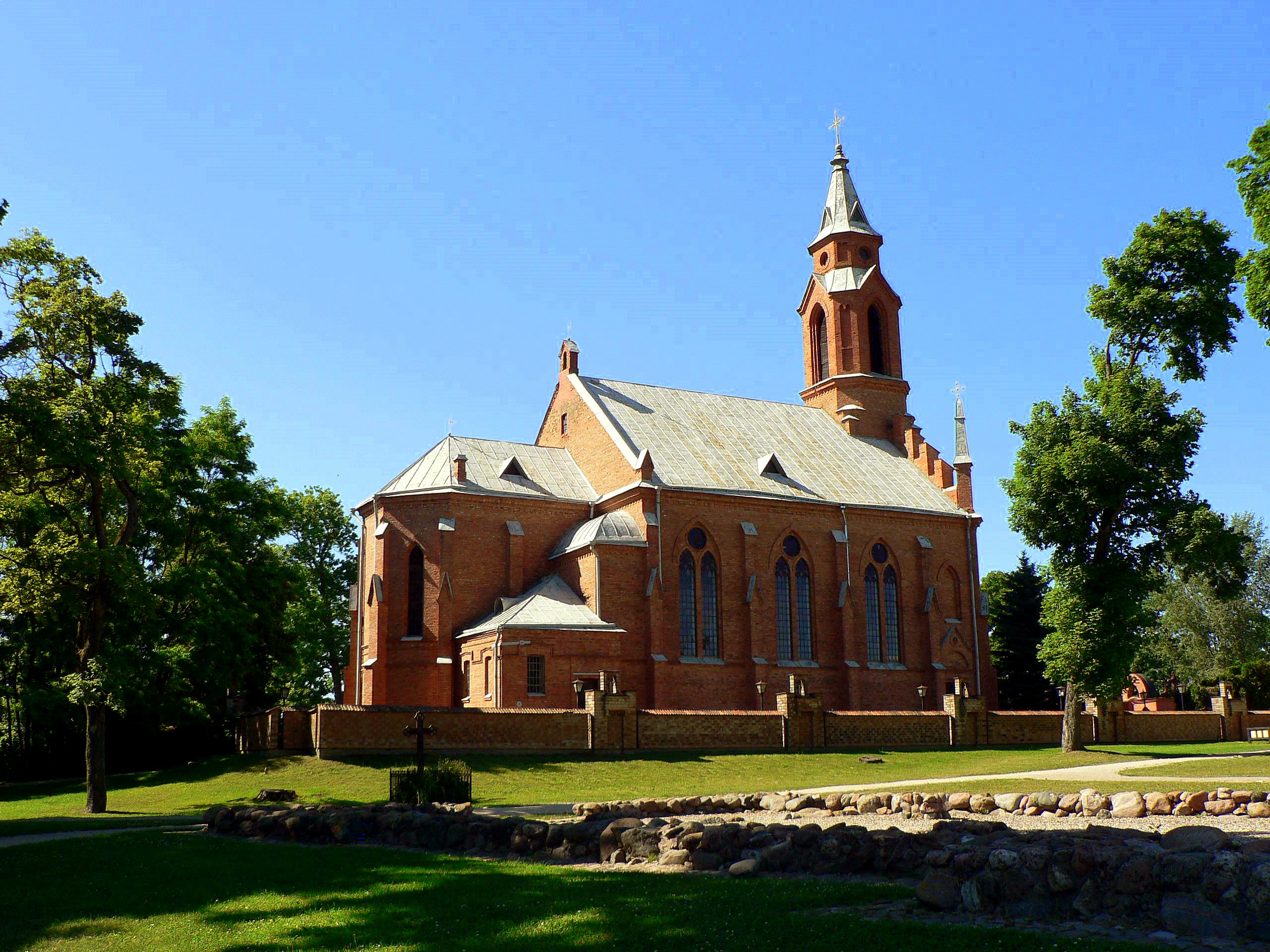
La nuova chiesa e le fondazioni di quella vecchia

Accanto all'attuale chiesa si trova il luogo in cui sorgeva quella vecchia. Le fondazioni della chiesa costruita nel 1739 sono state scavate. Questa chiesa in legno fu spostata qui da Krivonys nel 1935. Un monumento in cemento con una croce fu eretto nel 1930 durante le celebrazioni per il 500º anniversario della morte di Vitoldo, e serve per ricordare la chiesa che lo stesso Vitoldo fece costruire nel 1420.
Nel terreno dell'antica chiesa, tra i secoli XV e XIX, furono sepolti gli abitanti di Kernavė. Nei pressi si trovano due cappelle: quella in legno è un esempio di architettura vernacolare e si crede che fu costruita alla fine del XIII secolo su terreno di proprietà di Kernavelė, per poi venire spostata in seguito per unirla alla chiesa. Alla fine del XIX secolo, la chiesa fu usata come magazzino. Nel 1920 fu costruito il nuovo edificio religioso e la cappella iniziò a cadere in rovina. Nel 1959 la parte originale fu restaurata e i lavori proseguirono negli anni 1993-1994. Le strutture appartengono alla parrocchia di Kernavė. Fu usata anche come sede di una mostra di sculture in legno.

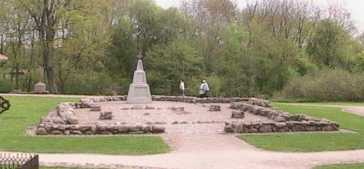
Le fondazioni della vecchia chiesa

La cappella in mattoni del XIX secolo ospita il mausoleo della famiglia Romer. Fu costruita nel 1851-1856 dal proprietario del terreno, Stanisław Romer. La cappella, in mattoni e intonaco, è un esempio di classicismo. È piccola, con una base ottagonale, anomala per i canoni del classicismo. Nel pavimento al suo interno si trova un'apertura che conduce alla cripta, dove le bare venivano murate nelle nicchie. All'interno della cappella è tuttora visibile un altare in pietra. Lungo le pareti laterali si trovano delle panche nere e sui muri si leggono targhe alla memoria recanti lo stemma e i nomi dei membri della famiglia Riomeriai. Dopo la prima guerra mondiale la cappella fu trascurata e successivi restauri furono eseguiti solo nel 1959 e nel 1987. La cappella appartiene alla parrocchia di Kernavė.
Entrambe le cappelle sono all'interno della riserva storica ed archeologica di Kernavė. L'attuale chiesa fu costruita tra il 1910 ed il 1920 e gli elementi neogotici sono predominanti.
Negli anni ottanta, su iniziativa del Monsignor Česlovas Krivaitis, il terreno della chiesa fu recuperato, furono costruite nuove porte e furono restaurati altari ed interni. Il cortile fu decorato con stazioni della Via Crucis, create dall'artista Jadvyga Grisiūtė. Due monumenti commemorano il 600º anniversario della cristianizzazione ed il 700º della prima citazione in opere scritte del nome di Kernavė. Il primo monumento mostra un cuore ed una spada, la transizione dal paganesimo alla cristianità; il secondo, un cavaliere con una spada in piedi sopra le porte della città, elemento principale dello stemma cittadino. Macine sono incorporate in entrambi i monumenti. La tomba del prete, scrittore e promotore della storia di Kernavė, Nikodemas Švogžlys-Milžinas, si trova nei pressi del secondo monumento.
Nella chiesa si trovano numerose opere d'arte. presso l'altare, sono presenti due dipinti, due sculture, tre vetrate alle spalle e in alto la campana. L'altare neobarocco si ringiene nella navata laterale, mentre al centro si trova il dipinto di Maria, ai cui lati ci sono colonne e sculture di San Pietro e San Paolo. Altre cinque piccole sculture mostrano Maria, due angeli e due santi, tutte in stile barocco. I dettagli policromatici dell'altare sono un'imitazione del marmo, mentre le sue altre decorazioni sono in bronzo.

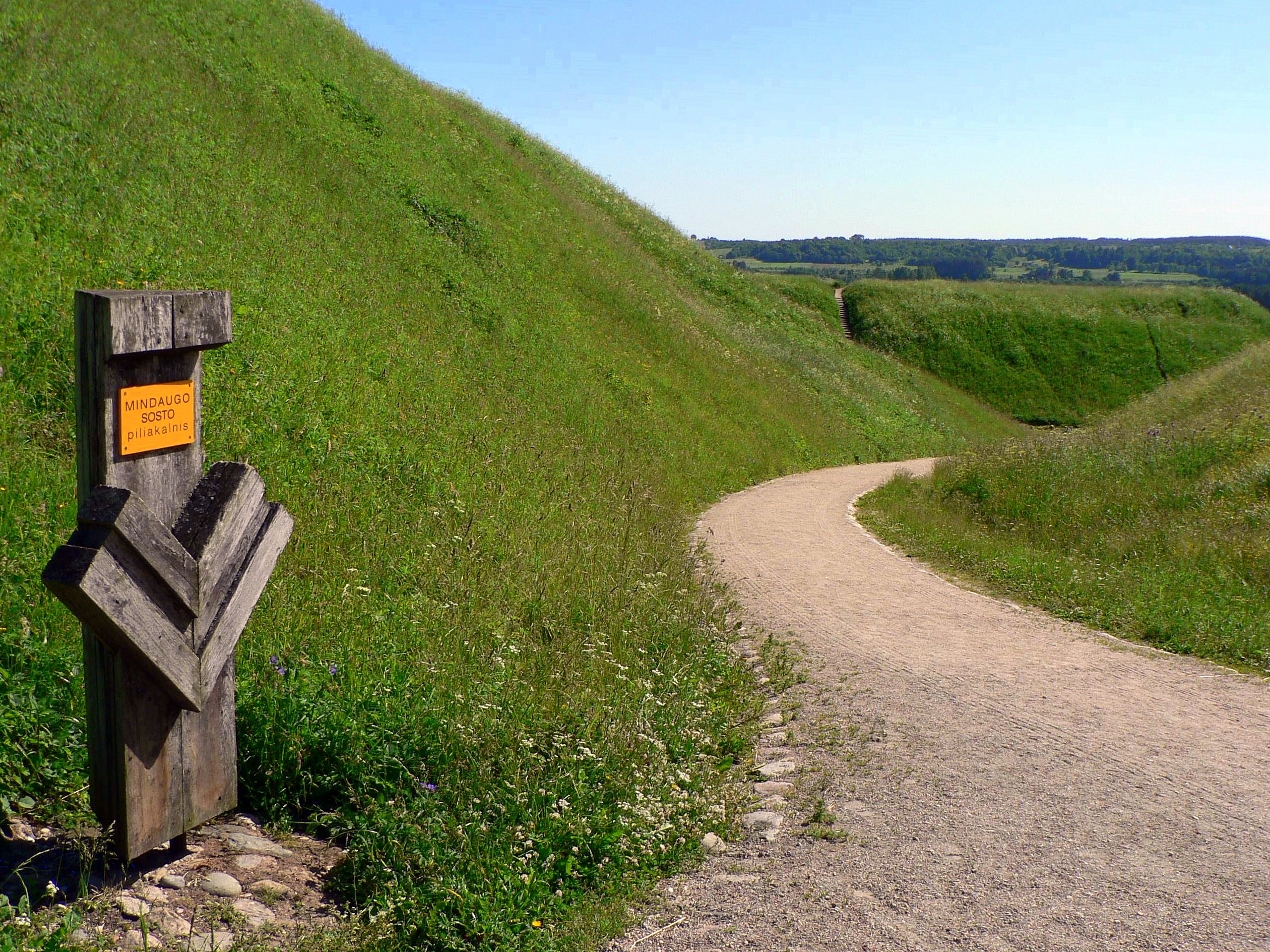
Tra le colline di Kernavė, ai piedi del "Trono di Mindaugas"

Il dipinto Marija Škaplierinė (tela, olio, metallo, 220x120 cm) si trova sopra all'altare nella navata centrale e risale al 1816: mostra Madre e Figlio, Dio Padre e lo Spirito Santo (una colomba). Il dipinto La Sacra Famiglia (tela, olio, 143x104 cm), del XVIII secolo, raffigura Madre, Figlio ed un agnello, mentre sullo sfondo si vede San Giuseppe, ed in alto alcuni angeli. La composizione è asimmetrica, ed ha molte linee di prospettiva.
Tra le altre opere d'arte ricordiamo un piccolo altare dell'inizio del XIX secolo, due vetrate dello stesso periodo, una dell'inizio del XVIII secolo ed una campana del XVII secolo. La campana, di 45 centimetri di diametro, è in ottone, forgiata a Vilnius nel 1667. Negli anni Ottanta, grazie agli sforzi di Monsignor Ceslovas Krivaitis, fu costruito un presbiterio non tradizionale.

Nel presbiterio c'è una mostra sullo stile di vita dei parrocchiani, oltre a reliquie sacre e storiche per le quali, nel 1987, è stato aperto un museo in cui sono esposte all'interno del vecchio presbiterio. Nel municipio fu ultimata una seconda volta la scultura di epoca antecedente alla seconda guerra mondiale che raffigura il Lupo di ferro e le attività culturali della chiesa contribuiscono alla conservazione dalla cultura storica di Kernavė. Un grande marciapiede conduce dal centro cittadino alla chiesa. Il Museo storico archeologico statale di Kernavė e l'ufficio distrettuale sono stati spostati all'interno del centro culturale (l'architetto era A. Alekna).

### Scuola primaria
La Scuola Primaria di Kernavė è un edificio a due piani costruito nel 1929. In questo luogo, il 28 dicembre 1930, l'insegnante Juozas Šiaučiūnas inaugurò la prima mostra del museo. Dedicò la sua vita alla divulgazione culturale presso la scuola fino alla sua deportazione avvenuta il 14 giugno 1941 per mano dei sovietici. Morì in Siberia il 17 ottobre 1943. Nel 1998 la scuola fu restaurata. Nel 1998, per decisione della giunta del distretto di Širvintos, gli fu dedicata la scuola. Nel 1999 la scuola, e nel 2000 il museo, celebrarono il 700º anniversario della loro fondazione.
La vecchia architettura di Kernavė è meglio conservata nelle strade di Vilnius e Kriveikiškio. Nel centro cittadino gli edifici sono principalmente del periodo post-bellico. A sud della città si trova la Riserva Storica ed Archeologica, su entrambi i lati del Neris.

## Informazioni turistiche

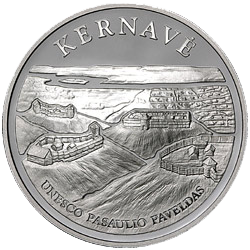
Litas commemorativi dedicati a Kernavė

I turisti possono trovare le ultime informazioni sugli eventi della città presso l'ufficio turistico. In estate Kernavė prende vita, anche grazie all'organizzazione di festival e celebrazioni folk. Campagne archeologiche sono state svolte per 20 anni, e ad esse hanno preso parte archeologi, studenti e bambini, sia lituani che stranieri.
Kernavė è anche famosa per i suoi tradizionali festival Rasa inaugurati nel 1967, quando un gruppo di universitari lo tennero per la prima volta. Per molte decadi non si trattò solo un modo per ascoltare soul, ma anche per protestare contro l'umiliazione della coscienza nazionale e l'imposizione forzata delle tradizioni sovietica. Vari tentativi di proibire il festival non ebbero successo.
Quella di Kernavė è la più famosa festa per la celebrazione dell'incoronazione di Mindaugas, il 6 luglio: in questo giorno si tiene una rievocazione con autentici giochi medievali e musica folkloristica che attira partecipanti e curiosi anche dagli altri Paesi baltici.